# 什刹海寺
什刹海寺是位于中国北京市西城区糖房大院27号的一座汉传佛教寺院。

## 历史
什刹海寺始建于明朝万历年间，为募建寺院。清朝顺治六年（1649年）、康熙三十一年（1692年）先后两次重修。
什刹海寺位于后海西岸，什刹海寺前的街巷也因该寺而得名。后来，该寺周围胡同多有变动，现在该寺的门牌号为糖房大院27号。该寺如今已成民居。

## 建筑
什刹海寺坐西朝东，中轴线上依次为：
- 山门：三间
  - 左、右垛殿：各两间。
- 中殿：三间
  - 南、北配殿：各三间
  - 南、北配庑：各三间
- 后殿：五间
  - 南、北配殿：各三间。

现在该寺的建筑面积为220平方米。现存山门、中殿、配殿、后北配殿，均为莲花瓦当，硬山筒瓦顶。